# Fortunato Zampaglione
Fortunato Zampaglione (Monza, 24 febbraio 1975) è un cantautore, produttore discografico, paroliere e compositore italiano.

## Biografia

### Gli inizi
Viene scoperto e prodotto da Mario Di Ferro, produttore e imprenditore attivo nell'area palermitana e siciliana, che ingaggia prima Joe Amoruso e poi Massimo Riva, per la produzione e realizzazione dei suoi primi brani. Mario di Ferro si occupava, inoltre, di organizzazione di concerti, grazie a questo Fortunato, conosce, tra gli altri, Edoardo Bennato, Toquinho, Noa, Vasco Rossi, Earth Wind & Fire, Alanis Morissette, Richard Gere, Paola Turci, Carmen Consoli, Ornella Vanoni.
Negli anni novanta Fortunato lascia Palermo per trasferirsi a Milano, dove, grazie all'interessamento del produttore Andrea Zuppini, viene notato da Mercury, etichetta di Universal Music Group, e dal suo direttore artistico Klaus Bonoldi che decide di metterlo sotto contratto.
Esordisce nel 2000 presentando Gioia, il suo primo singolo, direttamente al Festivalbar di quell'anno, condotto da Fiorello e Alessia Marcuzzi.
Nell'estate del 2001 con Mercury pubblica il singolo On a summer day, e a novembre 2001, sempre con Mercury pubblica l'album 1975 anticipato dal singolo Ti cancellerò, il cui videoclip è ideato dallo stesso Zampaglione. Il progetto, registrato al Jungle Sound di Milano, mette bene in luce il carattere estremamente versatile del suo autore: a suo agio sia nelle ballad più introspettive che nei brani Britpop. Il disco contiene anche un lato B dal titolo Easy rider.
Nel 2002 la mancanza di vetrine promozionali lo spinge a scegliere di partecipare alla trasmissione televisiva Destinazione Sanremo, condotta da Claudio Cecchetto ed Elisabetta Gregoraci.
Nel 2002 collabora con la Nazionale italiana cantanti per la Partita del cuore di Reggio Calabria, da qui nasce la collaborazione con Gianni Morandi per la scrittura de L'allenatore contenuto nell'album A chi si ama veramente del 2004 e sigla di Quelli che il calcio di Rai 2.

### La carriera da autore e produttore
Nel 2002 in seguito a divergenze con il nuovo direttore artistico di Universal Music Italia, Stefano Zappaterra, Zampaglione interrompe la carriera di cantante per proseguire quella di autore seguendo Klaus Bonoldi e il direttore generale Claudio Buja nella loro avventura editoriale.
Nel 2014 inizia la collaborazione con Sony Music Italia e Michele Canova
A luglio 2016 con la collaborazione di Beppe Salvatori e Pat Simonini pubblica Follow The Summer feat. Chiara, brano grazie al quale debutta con lo pseudonimo di Paco Wurz, produttore e dj.
Nell'estate 2017 esce Abbracciami perdonami gli sbagli singolo cantato da Bianca Atzei
A fine ottobre 2017 esce Amore gigante title track del nuovo disco di Gianna Nannini
A novembre 2017 esce In the Name of Love, inedito scritto per il tenore Lorenzo Licitra, concorrente e vincitore di X Factor 11.
A gennaio 2018 esce Fire on Ice cantata Bianca Atzei, sigla dei campionati mondiali di pattinaggio di figura, disputati a Milano.
A marzo 2018 esce Amore gigante cantata da Gianna Nannini
A ottobre 2018 esce Fall on Me cantata da Andrea Bocelli in coppia con il figlio Matteo, singolo dell'album "Si" e sigla di coda del film della Disney Lo schiaccianoci e i quattro regni

## Autore per altri cantanti
| Anno | Titolo                                | Artista                             | Album di provenienza                      |
| ---- | ------------------------------------- | ----------------------------------- | ----------------------------------------- |
| 2004 | L'allenatore                          | Gianni Morandi                      | A chi si ama veramente                    |
| 2006 | Solo lei mi dà                        | Sugarfree                           | Clepto-manie                              |
| 2010 | Meravigliosa                          | Emma                                | Oltre                                     |
| 2011 | Costellazioni                         | Antonino Spadaccino                 | Costellazioni                             |
| 2011 | Lei mi amò                            | Sugarfree                           | –                                         |
| 2013 | Ultime gocce d'estate                 | Paola & Chiara                      | Giungla                                   |
| 2013 | Non c'è me senza te                   | Paola & Chiara                      | Giungla                                   |
| 2014 | Il mio giorno più bello nel mondo     | Francesco Renga                     | Tempo Reale                               |
|      | Odiare                                | Syria                               | Syria 10                                  |
| 2015 | Riderai                               | Bianca Atzei                        | Bianco e nero                             |
| 2015 | Amarti è folle                        | Belén Rodríguez                     | –                                         |
| 2015 | L'amore esiste                        | Francesca Michielin                 | Di20                                      |
| 2015 | Battito di ciglia                     | Francesca Michielin                 | Di20                                      |
| 2015 | Lontano                               | Francesca Michielin                 | Di20                                      |
| 2015 | Volevo te                             | Giusy Ferreri                       | Hits                                      |
| 2015 | Guerriero                             | Marco Mengoni                       | Parole in circolo                         |
| 2015 | Ed è per questo                       | Marco Mengoni                       | Parole in circolo                         |
| 2015 | Ti ho voluto bene veramente           | Marco Mengoni                       | Le cose che non ho                        |
| 2016 | Così diversa                          | Francesco Renga                     | Scriverò il tuo nome                      |
| 2016 | Migliore                              | Francesco Renga                     | Scriverò il tuo nome                      |
| 2016 | Perfetto                              | Francesco Renga                     | Scriverò il tuo nome                      |
| 2016 | Spiccare il volo                      | Francesco Renga                     | Scriverò il tuo nome                      |
| 2016 | Sai che                               | Marco Mengoni                       | Marco Mengoni Live                        |
| 2016 | Follow the summer                     | Paco Wurz feat. Chiara              |                                           |
| 2016 | Cieli immensi                         | Patty Pravo                         | Eccomi                                    |
| 2016 | Il ricordo che lascio                 | Zero Assoluto                       | Di me e di te                             |
| 2017 | Love exists (Cover de L'amore esiste) | Amy Lee                             |                                           |
| 2017 | Abbracciami perdonami gli sbagli      | Bianca Atzei                        |                                           |
| 2017 | In the Name of Love                   | Lorenzo Licitra                     | X Factor (Italia) (undicesima edizione)   |
| 2018 | Fire on ice                           | Bianca Atzei                        | (sigla mondiali di pattinaggio di figura) |
| 2018 | Amore gigante                         | Gianna Nannini                      | Amore gigante                             |
| 2018 | Fall on Me                            | Andrea Bocelli e Matteo Bocelli     | Sì                                        |
| 2018 | Like the Rain (Unpredictable)         | Naomi                               | X Factor (Italia) (dodicesima edizione)   |
| 2018 | Nati per amare                        | Eros Ramazzotti                     | Vita ce n'è                               |
| 2019 | Cosa vorresti davvero                 | Gigi D'Alessio                      | Noi due                                   |
| 2020 | La vie ensemble                       | Francesca Michielin feat. Max Gazzè | Feat (stato di natura)                    |